# Игнатий (Триантис)
Митрополи́т Игна́тий (греч. Μητροπολίτης Ιγνάτιος, алб. Mitropolitit Ignat, в миру Иоа́ннис Триа́нтис, греч. Ιωάννης Λ. Τριάντης, алб. Joanni Triantis; 28 декабря 1934, Продромос — 20 июля 2024, Афины) — епископ Албанской православной церкви, митрополит Бератский, Влёрский, Канинский.

## Биография
Родился 28 декабря 1934 года в деревне Продромос Беотийского нома Греции, в простой арнаутской семье Луки и Марии Триантис. С детства владел как греческим так и албанским языками — последнему он научился от матери.
Окончил шесть лет начального образования в родной деревне с хорошими отметками. Затем продолжил образование в Коринфской духовной семинарии и на острове Патмос.
С 1954 по 1960 год успешно прошёл курс Богословской школы Афинского университета. Одновременно окончил школу византийской музыки в Афинах.
По выпуске служил на различных церковных послушаниях. Был катехизатором и преподавателем церковных школ; певчим в разных церквях; проповедником; школьным преподавателем разных гуманитарных предметов.
В 1967 году был рукоположен во диакона и во пресвитера и определен ключарем Фивского кафедрального собора.
Затем служил архиерейским представителем в Фивах, настоятелем в монастырях Фивской епархии.
24 июня 1992 года Священный Синод Константинопольской православной церкви избрал митрополитом Бератским возрождаемой Албанской Православной Церкви. Одновременно с ним Архиепископом всей Албании был назначен митрополит Андрусский Анастасий (Яннулатос). Митрополитом Корчинским был избран архимандрит Христодул (Мустакис), а митрополитом Гирокастринским — архимандрит Александр (Калпакидис). Священный Синод Албанской православной церкви на тот момент ещё не был воссоздан, а Константинопольский Патриархат считал себя вправе совершать подобные назначения.
Из-за нежелания правительства Албании принимать иерархов-греков, хиротония долго откладывалась, и состоялась лишь 27 июля 1996 года в Пантелеимоновском Кузгунчукском храме в Константинополе. Хиротонию совершили иерархи Элладской и Константинопольской православных церквей: митрополит Фивский и Левадийский Иероним (Лиапис), митрополит Митилинский Иаков (Франдзис), митрополит Евдокиадский Ириней (Иоаннидис), митрополит Агафоникийский Апостол (Даниилидис) и епископ Дорилейский Афинагор (Анастасиадис).
В том же году были рукоположены Христодул (Мустакис) на Корчинскую кафедру и Александр (Калпакидис) на Гирокастрскую кафедру. Они и архиепископ Анастасий и должны были войти в состав Священного Синода, однако полностью греческий состав Синода вызвал протесты как со стороны албанских верующих, так и со стороны властей. В 1998 году удалось договориться о том, что Синод будет состоять из двух греков и двух албанцев; митрополит Бератский Игнатий стал единственным из трёх этих митрополитов, чью кандидатуру удалось согласовать.
18 июля 1998 года в Спиридоновском соборе города Берата состоялась интронизация митрополита Игнатия, которую возглавил архиепископ Анастасия. Также на ней приняли участие два иерарха Константинопольского Патриархата: митрополит Пергский Евангел (Галанис) и митрополит Филадельфийский Мелитон (Карас). В тот же день митрополит Игнатий вдвоём с предстоятелем Церкви, архиепископом Тиранским Анастасием, возглавил в Тиране учредительное заседание восстановленного Священного Синода Албанской Церкви.
Митрополит Игнатий, по его словам, нашёл тёплый приём и тягу к вере среди православного населения, а также благопожелания со стороны местных римо-католиков и мусульман. Поначалу он особо много старался беседовать с духовенством и народом разных вероисповеданий чтобы войти в положение людей. Находя везде бедственную нищету, болезни, невозможность найти работу или получить визу для поездки к родственникам в Грецию, направил усилия Церкви на эти первоочередные нужды, помогая людям вне зависимости от веры и возраста. При митрополите Игнатии Бератская митрополия также стала организовывать различные образовательно-воспитательные программы для детей, летние лагеря и фестивали. При этом вопрос реституции исторической собственности Церкви в пределах митрополии решался очень медленно из-за нежелания светских властей, а также из-за отсутствия нужной документации, зачастую уничтоженной в предыдущие годы.
15 сентября 2001 года в храме Воскресения Христова в Иерусалиме представлял Албанскую православную церковь на интронизации Патриарха Иерусалимского Иринея I.
1 августа 2003 года вместе с иеромонахом Антонием (Андоном) представлял Албанскую православную церковь в Свято-Троицком Серафимо-Дивеевском женском монастыре на торжествах в честь 100-летия со дня прославления преподобного Серафима Саровского.
22 ноября 2005 года представлял Албанскую православную церковь на интронизации Патриарха Иерусалимского Феофила III
13-15 октября 2007 года представлял Албанскую православную церковь на праздновании 1400-летия Мцхетского монастыря Святого креста (Джвари) и 30-летия Патриаршей интронизации Католикоса-Патриарха всея Грузии Илии II.
24 февраля 2011 года избран почётным гражданином города Селеница.
17 мая 2011 года представлял Албанскую православную церковь на торжествах, посвящённых дню памяти святых новомучеников Батакских в городе Батак (Пловдивская епархия Болгарской православной церкви).
24 февраля 2013 года в Софии вместе с протоиереем Тертием Йокасом представлял Албанскую православную церковь на интронизации Патриарха Болгарского Неофита.
Умер 20 июля 2024 года после продолжительной болезни в Афинах в возрасте 89 лет. На следующий день, 21 июля, в столичном храме Успения Пресвятой Богородицы в Тиве было совершено богослужение, которое возглавил архиепископ Афинский Иероним II. На следующий день, 22 июля, его тело привезли в Берат, где оно было встречено торжественной процессией многочисленных верующих и духовенства в соборе Святого Димитрия. 23 июля 2024 года архиепископ Тиранский, Дурресский и всея Албании Анастасий при участии членов Священного Синода: митрополита Корчинского Иоанна (Пелюши), митрополита Гирокастринского Димитрия (Дикбасаниса), митрополита Аполонийского и Фиерского Николая (Хюки), митрополита Эльбасанского Антония (Мердани), епископа Амантийского Нафанаила (Стергиу) и епископа Билисского Астия (Бакалбаши). В нём приняли участие многочисленные священнослужители со всей страны, главы местных органов власти. Митрополит Игнатий был похоронен с почестями и пением псалмов на приготовленном для него месте во дворе Димитриевского собора.